# St. Valentin (Limbach)

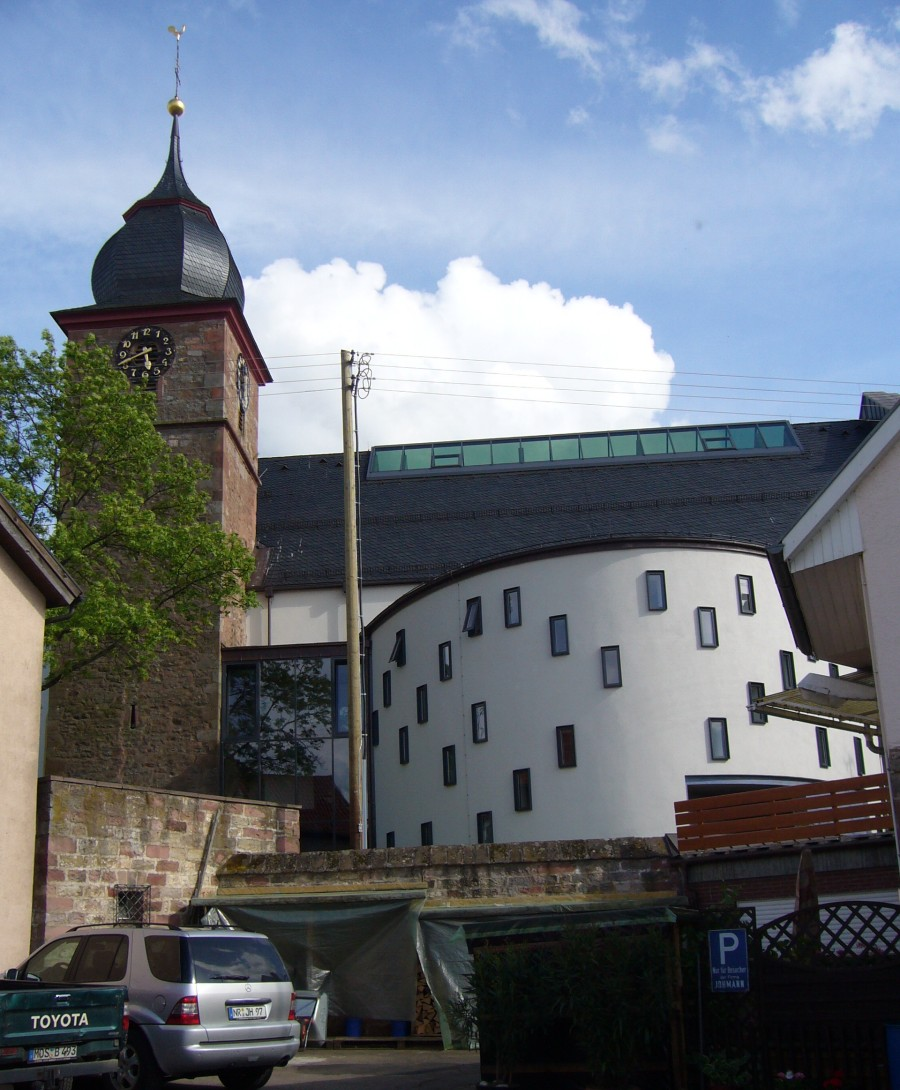
St. Valentin in Limbach

St. Valentin in Limbach ist eine katholische Pfarrkirche. Die historische Kirche ist 2003 niedergebrannt und wurde daraufhin erweitert und modernisiert wiederhergestellt.

## Geschichte
Eine Marienkapelle ist in Limbach bereits im 14. Jahrhundert belegt. Um 1426 wurde diese Kapelle, gleichzeitig mit der Errichtung einer eigenen Pfarrei, bedeutend erweitert. Der Turmsockel der heutigen Kirche geht noch auf diese Erweiterung zurück. Das Patronatsrecht lag beim jeweiligen Abt des Klosters Amorbach, so dass Limbach zur Zeit der Reformation katholisch blieb. Kirchlich zählte Limbach erst zum Bistum Würzburg, ab 1656 zum Erzbistum Mainz, ab 1799 zur Erzdiözese Mainz-Regensburg und seit 1827 zur Erzdiözese Freiburg und hier jetzt zur Seelsorgeeinheit Elztal-Limbach-Fahrenbach im Dekanat Mosbach-Buchen.
Die Kirche wurde 1773 erneut bedeutend erweitert, als man den Turm aufgestockt und neues Langhaus erbaut hat. Im Zuge dieser Erweiterung entstand 1772 auch ein neues Pfarrhaus. Wegen schlechter Bausubstanz musste die Giebelseite des Langhauses 1809 komplett erneuert werden, wobei man in einer Nische im Giebel auch eine Figur des Kirchenpatrons St. Valentin aufgestellt hat.
Da nach dem Zweiten Weltkrieg zahlreiche Flüchtlinge und Vertriebene nach Limbach gekommen waren, war die Kirche zu klein für alle Gläubigen. Sie wurde von 1962 bis 1965 nach Plänen von Hans Rolli und Erhard Eisele erweitert, indem man die Längsseiten der Kirche abgerissen und die Grundfläche des Langhauses zum Sechseck erweitert hat. Dabei wurden auch einige gotische Rundpfeiler in der Bausubstanz aufgefunden und freigelegt. 1970 wurde das alte Pfarrhaus aus dem 18. Jahrhundert abgerissen und durch einen Neubau ersetzt.
Am 17. September 2003 entwickelte sich aufgrund von unsachgemäßen Reparaturarbeiten ein Schwelbrand in der Dachkonstruktion der Kirche. Der Brandherd lag in einem unzugänglichen Zwischenraum zwischen dem Dachgebälk und einer Metalltragekonstruktion, die beim Umbau 1962/65 eingezogen worden war. Es kam unter den Augen der hilflosen Feuerwehr zum Hitzestau und schließlich zum Kollaps des gesamten Eisengerüsts, woraufhin das Langhaus bis auf die Grundmauern niederbrannte. Die historische Ausstattung der Kirche war aus Gründen des Diebstahlschutzes massiv verankert, so dass im Brandbereich fast nichts vor den Flammen gerettet werden konnte.
Bald nach dem Brand begann der Wiederaufbau nach Plänen von Werner Wolf-Holzäpfel vom Erzbischöflichen Bauamt in Heidelberg. Unter Beibehaltung des historischen Turms, des Chors und des historischen Westgiebels erhielt das Langhaus statt seiner alten sechseckigen Form nun eine ovale Erweiterung. Die Wände des Ovals sind mit zahlreichen Fenstern versehen, wobei einige der Fenster mit abstrakter farbiger Gestaltung von Gabriele Wilpers als moderne Passionsfolge betrachtet werden. Zur Gestaltung dieser Fenster hat die Künstlerin auch Asche und Ruß des zerstörten Baus verwendet. Nach Vollendung der Ausstattung wurde die Kirche mit einer feierlichen Altarweihe durch Erzbischof Robert Zollitsch am 7. Oktober 2007 wieder ihrer Bestimmung übergeben.

## Beschreibung
Die Kirche St. Valentin ist mit ihrem oktogonalen Chorschluss nach Osten ausgerichtet. Nördlich an den Chor ist der Kirchturm angebaut, dessen Sockel noch aus dem 15. Jahrhundert stammt. Südlich des Chors befindet sich eine moderne Sakristei. Das westlich des Chors gelegene Langhaus hat einen ovalen Grundriss, der im äußersten Westen in die alte Giebelfassade von 1809 übergeht. Von ihrer äußeren Kubatur her erweckt die Kirche den Eindruck eines rechteckigen Hauptschiffs, das von einem Satteldach überspannt wird, und eines ovalen Querhauses, das von einem flacheren und niedrigen Dach überspannt wird. Das angedeutete Hauptschiff entspricht dabei in etwa der Bauform der Kirche vor 1962. Im Inneren ist diese Trennung in vermeintlich alte und neue Bauteile durch die halbkreisförmige Aufstellung der Bänke und durch die abgehängte Decke unter dem Satteldach nicht merklich.

## Ausstattung
Das Innere der Kirche wird heute insbesondere durch die Glaskunst von Gabriele Wilpers geprägt. Neben der abstrakten modernen Kreuzwegstation in einigen der Fensteröffnungen des Ovals stammt auch die etwa 17 × 7 Meter große Glasplatte mit Pflanzenmotiven, mit der die Decke unter dem teilweise verglasten Satteldach abgehängt ist, von ihr. Da sich sowohl im Dach als auch nach allen Himmelsrichtungen in der Fassade Fensteröffnungen befinden und im Inneren der Kirche auch einige Putzstreifen extra als Reflektoren geglättet wurden, ist die Raumwirkung der Kirche vor allem von einem stetig wechselnden Spiel von Lichtreflexionen bestimmt. Gabriele Wilpers hat auch den außergewöhnlichen runden Prospekt der neuen Orgel der Kirche sowie verschiedene kleine Objekte wie den Osterleuchter entworfen. Altartisch, Ambo und Sockel für verschiedene Heiligenfiguren und Taufbecken schuf der Mannheimer Bildhauer Jens Trimpin aus griechischem Marmor.
Zu den älteren Ausstattungsteilen der Kirche zählen einige wenige Objekte, die den Brand von 2003 überdauert haben. Es sind dies zwei der ursprünglich 15 Tafeln des alten Passionszyklus, den ein Mudauer Künstler 1777 geschaffen hat, ein barockes Taufbecken sowie alte Figuren der Hl. Maria, des Hl. Josef und des Patrones St. Valentin, die wertvolle Pieta im südöstlichen Eingangsbereich, das Jesuskind vom Arm des verbrannten Hl. Antonius im Brand-Gedenk-Glaskasten sowie das Jesuskind mit Weltkugel im Durchgang zur Sakramentskapelle. Die Sakramentskapelle enthält ein 1962 von Harry MacLean für St. Aegidius in St. Ilgen entworfenes Tabernakel, das dort nach einer Renovierung überflüssig geworden war, sowie das einzige nicht beim Brand zerstörte Kirchenfenster am originalen Platze in der Sakramentskapelle, eine als schwarz-weiße Glasarbeit ausgeführte Muttergottes mit Jesusknaben von dem Glaskünstler Sepp Biehler aus den frühen 1960er Jahren.
Orgel
Die Orgel wurde 2007 von Orgelbau Vleugels in Hardheim erbaut. Das Instrument hat 26 Register auf zwei Manualwerken und Pedal.
| I Hauptwerk C–a3 |             |        |
| 01.              | Principal   | 08‘    |
| 02.              | Rohrflöte   | 08‘    |
| 03.              | Octave      | 04‘    |
| 04.              | Blockflöte  | 04‘    |
| 05.              | Superoctave | 02‘    |
| 06.              | Larigot     | 01 ⁄3‘ |
| 07.              | Mixtur IV   | 01 ⁄3‘ |
| 08.              | Fagott      | 16‘    |
| 09.              | Trompete    | 08‘    |
| 10.              | Orlos       | 08‘    |

| II Schwellwerk C–a3 |                |        |
| 11.                 | Bourdon        | 8‘     |
| 12.                 | Viola da Gamba | 8‘     |
| 13.                 | Vox coelestis  | 8‘     |
| 14.                 | Fugara         | 4‘     |
| 15.                 | Traversflöte   | 4‘     |
| 16.                 | Quintflöte     | 2 ⁄3‘  |
| 17.                 | Waldflöte      | 2‘     |
| 18.                 | Terzflöte      | 1 3⁄5’ |
| 19.                 | Oboe           | 8’     |
|                     | Tremulant      |        |

| Pedalwerk C–f1 |             |     |
| 20.            | Subbass     | 16‘ |
| 21.            | Octavbass   | 08‘ |
| 22.            | Gedecktbass | 08‘ |
| 23.            | Choralbass  | 04‘ |
| 24.            | Fagottbass  | 16‘ |
| 25.            | Trompetbass | 08‘ |
| 26.            | Valentinos  | 08‘ |

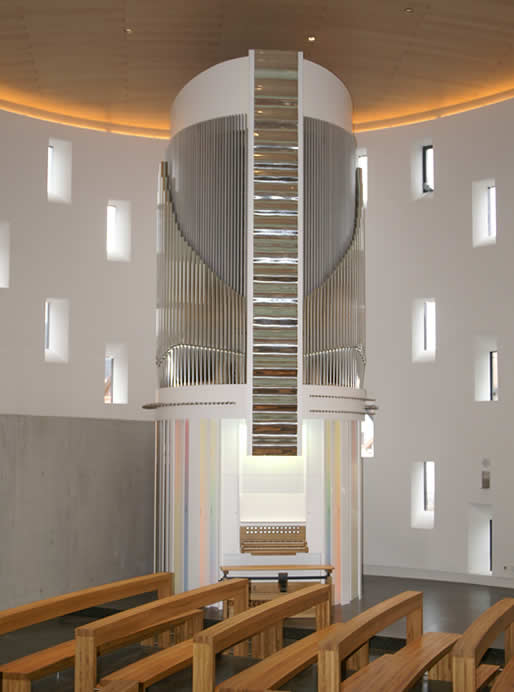
Orgel von St. Valentin

- Koppeln: II/I (Schiebekoppel), I/P und II/P (jeweils als Tritt).

Glocken
Im Zweiten Weltkrieg mussten die Glocken der Kirche bis auf eine historische Lachmann-Glocke von 1489 abgeliefert werden. 1950 wurde das Geläut mit Glocken von Schilling aus Heidelberg wieder zum Vierklang ergänzt. Alle Glocken sind aus Bronze gegossen.
| Glocke | Gießer                | Gussjahr | Durchmesser | Gewicht  | Schlagton |
| ------ | --------------------- | -------- | ----------- | -------- | --------- |
| 1      | F. W. Schilling       | 1950     | 1283 mm     | 1413 kg0 | e'-1      |
| 2      | F. W. Schilling       | 1950     | 1077 mm     | 820 kg   | g'-2      |
| 3      | Bernhart Lachaman (I) | 1489     | 1030 mm     | ~700 kg0 | a'-3      |
| 4      | F. W. Schilling       | 1950     | 0782 mm     | 291 kg   | c"±0      |

Der Turm verfügt auf drei Seiten über Zifferblätter der Turmuhr. In den Uhrschlag sind alle vier Glocken einbezogen. Die Glocke 1 übernimmt den Stundenschlag, die Glocken 2, 3 und 4 schlagen zu jeder Viertelstunde an.